# Oswaldo Ibarra
Oswaldo Johvani Ibarra Carabalí (Ambuquí, 8 de setembro de 1969) é um ex-futebolista equatoriano que atuava como goleiro.

## Carreira
Iniciou a carreira em 1989, no 17 de Julio. No mesmo ano, assinou com o El Nacional, onde viria a fazer sucesso. Em 17 anos de clube, foram 464 partidas disputadas. Durante sua passagem pelo El Nacional, ele ainda chegou a ser emprestado para o Olmedo. Entre 2008 e 2010, defendeu o Deportivo Quito, e mesmo com a idade avançada, se destacou na conquista do bicampeonato nacional.
Ainda teve passagens curtas por Imbabura e Independiente del Valle até 2013, quando foi contratado pelo Clan Juvenil, equipe que disputava, na época, a terceira divisão equatoriana.

## Seleção Equatoriana
Pela Seleção Equatoriana, Ibarra fez parte do elenco que disputou a Copa de 2002. Como reserva de José Francisco Cevallos, não entrou em campo nenhuma vez durante a competição.
Jogou também 4 edições da Copa América e a Copa Ouro da CONCACAF 2002, na qual o Equador participou na condição de convidado.

## Títulos
El Nacional
- Campeonato Equatoriano: 1992, 1996, 2005 (Clausura) e 2006

Deportivo Quito
- Campeonato Equatoriano: 2008 e 2009